# Black Sunday (Cypress Hill)
Black Sunday è il secondo album in studio del gruppo musicale statunitense Cypress Hill, pubblicato il 20 luglio 1993 dalla Ruffhouse e dalla Columbia Records.

## Tracce
1. I Wanna Get High – 2:54
2. I Ain't Goin' Out Like That – 4:27
3. Insane in the Brain – 3:29
4. When the Shit Goes Down – 3:08
5. Lick a Shot – 3:23
6. Cock the Hammer – 4:25
7. Lock Down – 1:17
8. 3 Lil' Putos – 3:39
9. Legalize It – 0:46
10. Hits from the Bong – 2:40
11. What Go Around Come Around, Kid – 3:42
12. A to the K – 3:27
13. Hand on the Glock – 3:32
14. Break 'Em Off Some – 2:46

## Formazione
- B-Real – voce
- Sen Dog – voce

## Classifiche
| Classifica (1993) | Posizione massima |
| ----------------- | ----------------- |
| Stati Uniti       | 1                 |